# Boumba-Bek-Nationalpark

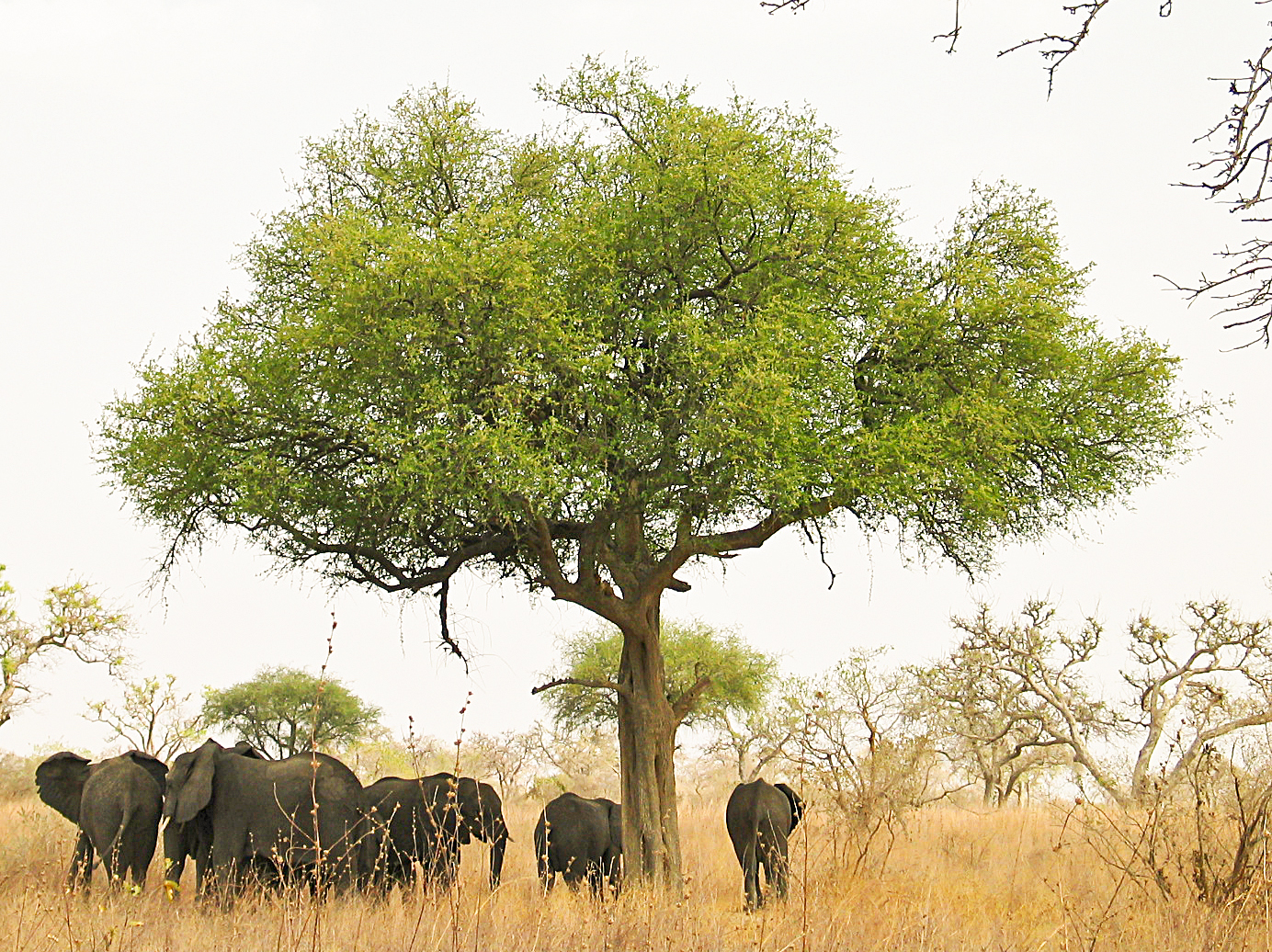
Elefantenherde im Boumba-Bek-Nationalpark

Der Boumba-Bek-Nationalpark ist ein Nationalpark im äußersten Südosten Kameruns. Der Park gehört zur Ostprovinz des Landes.

## Geschichte
Die Wildlife Conservation Society war zunächst von 1988 bis 1995 im Lobéké-Nationalpark tätig, der ebenfalls im Südosten Kameruns liegt. Durch die Beobachtungen der WCS wurden der WWF und die GTZ auf die Boumba-Bek- und die Nki-Region aufmerksam. Seit 1995 wurde der WWF mit Hilfe von GEF und eigenen Geldfonds im Südosten des Landes tätig.
Die GTZ ging in drei Phasen ins Boumba-Bek-Gebiet. Die erste Phase begann in den Jahren 1996–1999. Die zweite Phase ging von 1999 bis 2002 und schließlich die dritte Phase von 2002 bis 2005.
1994 erließ Kamerun neue verschärfte Waldgesetze. Im Jahr 1995 wurde das Gebiet als Essentielle Schutzzone (Essential Protection Zone) ausgewiesen.
Die 1995 in Kamerun eingerichteten neuen Naturparks berücksichtigten nicht die Bedürfnisse von deren Ureinwohnern. Opfer des Naturschutzes wurden die Pygmäenvölker der Baka, Bagando, Bakwele, Knombemebe, Vonvo, Zime, Dabjui, Bagyeli und Bakola sowie die Mbendjele Yaka, Nomaden, die zwischen dem Norden von Kongo-Brazzaville und dem südöstlichen Kamerun umherziehen.
Kamerun, Gabun und die Republik Kongo arbeiten im Augenblick an einem sogenannten TRIDOM-Projekt. Ziel ist es eine trinationale und somit länderübergreifende Zone zu schaffen. Teil des Integrationsprojekts sind der Minkébé- (Gabun), der Boumba-Bek- (Kamerun), der Nki- (Kamerun) und der Odzala-Nationalpark (Republik Kongo) sowie das Wildtierreservat Dja (Kamerun). Waldkorridore verbinden dazu Ivindo- und Mwagne-Nationalpark in Gabun.
Seit dem 18. April 2006 steht der Boumba-Bek-Nationalpark auf der Vorschlagsliste zum UNESCO-Welterbe.

## Geographie
Durch seine Abgeschiedenheit im Südosten Kameruns konnte der Park seine Ursprünglichkeit bewahren. Der Park befindet sich auf einer Höhe zwischen 380 und 600 Metern über dem Meeresspiegel.
Der Park gehört zur Ökoregion Sangha. Durch den Park fließen einige große Flüsse. Im Osten des Reservats befindet sich der Fluss Boumba. Außerdem gibt es den Fluss Bek, womit sich der Name des Parks erklärt. Auch der mächtige Dja fließt durch den Park.
Der Park liegt zwischen 2˚09 und 2˚20 nördlicher Breite und 15˚35 bis 15˚50 östlicher Länge. Das Gebiet erstreckt sich auf eine Fläche von 2383 km².
Die nächsten kleineren Städte zum Boumba-Bek-Reservat sind Yokadouma und Moloundou in dem Département Boumba-et-Ngoko.
Im Wald befinden sich mindestens 16 Salinen, die Bais. Vier der Salinen sind unter ständiger Beobachtung. Sie sind für hohen Wildwechsel bekannt, da die Bais Mineralien enthalten, welche bei Tieren sehr beliebt sind.

## Bevölkerung
Innerhalb des Reservats leben kleine Gruppen von Pygmäen. Sie gehören zur ethnischen Gruppe der Baka. Ihr Anteil an der Bevölkerung beträgt ca. 20 %. Die Mehrzahl der Bewohner sind Bantu. Ihr Anteil ist ca. 70 %. Die restlichen 10 % sind „auswärtiger“ („outsider“) Herkunft. Oft haben sie sich aus kommerziellen Gründen dort angesiedelt (Arbeiter von Holzgesellschaften, staatlichen Angestellte, Arbeitsmigranten aus Mali, Senegal und Mauretanien).

## Biodiversität

### Flora
Da der Boumba-Bek nicht sehr besiedelt ist, hat er seine Ursprünglichkeit behalten. Er besteht überwiegend aus Tiefland-Regenwald. Der Wald ist unter Baldachin von Immergrün. Eine der Baumarten im Park ist der mächtige Moabi (Baillonella toxisperma)

### Fauna
Im Park gibt es eine hohe Dichte von Waldelefanten. Neben den Elefanten findet man Schimpansen, Westliche Flachlandgorillas und Bongo. Unter den weiteren Antilopenarten sind Petersducker (Cephalophus callipygus), Schwarzrückenducker (Cephalophus dorsalis), Weißbauchducker (Cephalophus leucogaster), Schwarzstirnducker (Cephalophus nigrifrons), Gelbrückenducker (Cephalophus silvicultor) und der hasengroße Blauducker (Cephalophus monticola). Des Weiteren findet man den Westafrikanischen Quastenstachler (Atherurus africanus) sowie das Pinselohrschwein (Potamochoerus porcus).
Auch für Ornithologen ist der Park ein Paradies. Mindestens 254 Arten wurden in Boumba-Bek inventarisiert. Unter den beobachteten Vögeln finden sich u. a. der Schreihornvogel (Bycanistes fistulator), der Rostbauchwürger (Prionops caniceps) und der Olivschnäpper (Muscicapa olivascens).